# Ernesto Federico I di Sassonia-Hildburghausen
Ernesto Federico I di Sassonia-Hildburghausen (Gotha, 21 agosto 1681 – Hildburghausen, 9 marzo 1724) fu duca di Sassonia-Hildburghausen.

## Biografia
Egli era il figlio maggiore di Ernesto di Sassonia-Hildburghausen e di Sofia Enrichetta di Waldeck. Al termine dei suoi studi intraprese un Grand Tour in Paesi Bassi, Inghilterra e Francia. 
Durante la propria giovinezza servì nei Paesi Bassi nelle armate imperiali, e perciò fu coinvolto nella guerra di successione spagnola a Hochstädt. Nel 1715 lasciò le armi alla morte del padre ed assunse il governo del Ducato di Sassonia-Hildburghausen.
Nel 1721 fu promosso al titolo di feldmaresciallo dall'imperatore Carlo VI.
Egli voleva, come molti principi tedeschi dell'epoca, ripetere lo splendore della corte del re Luigi XIV di Francia nel proprio ducato; ma questa fu la ragione della sua rovina finanziaria.
Costantemente in scarsità di denaro, egli vendette terreni e città per poter mantenere lo stato. Tra queste, anche la contea di Cuylenburg, parte della dote di sua moglie. La contea venne venduta nel 1720 agli Stati Generali, ma tale denaro non fu sufficiente per ripagare le spese che aveva sostenuto per far costruire nel giardino del proprio palazzo, un'enorme fontana collegata con un canale ad un vicino fiume. Fortunatamente, nel 1723 i debiti del duca furono estinti. Ma la vendita della contea, senza il consenso della moglie, era considerata illegale e questo causò uno scontro aperto con i Sassonia-Meiningen. La contea venne occupata dalle truppe di entrambi i ducati ma alla fine del conflitto non fu stabilita la legittimità della proprietà del territorio e perdipiù tali possedimenti erano ora devastati ed improduttivi.
A causa dell'intollerabile carico fiscale, nel 1717 scoppiò una rivolta nel ducato.

## Matrimonio
Sposò, il 4 febbraio 1704 a Erbach, la contessa Sofia Albertina di Erbach-Erbach, figlia di Giorgio Luigi I di Erbach-Erbach. Ebbero quattordici figli:
- Ernesto Luigi Hollandinus (24 novembre 1704- 26 novembre 1704);
- Sofia Amalia Elisabetta (5 ottobre 1705-28 febbraio 1708);
- Ernesto Luigi Alberto (6 febbraio 1707-17 aprile 1707);
- Ernesto Federico (1707-1745);
- Federico Augusto (8 maggio 1709-1710);
- Luigi Federico (1710-1759), generale;
- figlio nato morto (2 agosto 1711);
- figlio nato morto (24 agosto 1712);
- Elisabetta Albertina (1713-1761), sposò Carlo Ludovico Federico di Meclemburgo-Strelitz;
- Federico Carlo Emanuele (26 marzo 1715-29 giugno 1718);
- Elisabetta Sofia (13 settembre 1717-14 ottobre 1717);
- figlio nato morto (17 marzo 1719);
- Giorgio Federico Guglielmo (15 luglio 1720-10 aprile 1721);
- figlio nato morto (15 dicembre 1721).

## Ascendenza
|                                              |                       |                                        | Genitori                                |  |  | Nonni |  |  | Bisnonni                    |  |  | Trisnonni                             |  |
|                                              |                       |                                        |                                         |  |  |       |  |  | Giovanni di Sassonia-Weimar |  |  | Giovanni Guglielmo di Sassonia-Weimar |  |
|                                              |                       |                                        |                                         |  |  |       |  |  | Giovanni di Sassonia-Weimar |  |  | Giovanni Guglielmo di Sassonia-Weimar |  |
|                                              |                       | Dorotea Susanna di Wittelsbach-Simmern |                                         |  |  |       |  |  | Giovanni di Sassonia-Weimar |  |  |                                       |  |
| Ernesto I di Sassonia-Coburgo-Altenburg      |                       |                                        |                                         |  |  |       |  |  | Giovanni di Sassonia-Weimar |  |  |                                       |  |
|                                              |                       | Dorotea Maria di Anhalt                | Gioacchino Ernesto di Anhalt            |  |  |       |  |  |                             |  |  |                                       |  |
|                                              |                       | Dorotea Maria di Anhalt                | Gioacchino Ernesto di Anhalt            |  |  |       |  |  |                             |  |  |                                       |  |
|                                              |                       | Dorotea Maria di Anhalt                | Eleonora di Württemberg                 |  |  |       |  |  |                             |  |  |                                       |  |
| Ernesto di Sassonia-Hildburghausen           |                       | Dorotea Maria di Anhalt                |                                         |  |  |       |  |  |                             |  |  |                                       |  |
|                                              |                       | Giovanni Filippo di Sassonia-Altenburg | Federico Guglielmo I di Sassonia-Weimar |  |  |       |  |  |                             |  |  |                                       |  |
|                                              |                       | Giovanni Filippo di Sassonia-Altenburg | Federico Guglielmo I di Sassonia-Weimar |  |  |       |  |  |                             |  |  |                                       |  |
|                                              |                       | Giovanni Filippo di Sassonia-Altenburg | Anna Maria del Palatinato-Neuburg       |  |  |       |  |  |                             |  |  |                                       |  |
| Elisabetta Sofia di Sassonia-Altenburg       |                       | Giovanni Filippo di Sassonia-Altenburg |                                         |  |  |       |  |  |                             |  |  |                                       |  |
|                                              |                       | Elisabetta di Brunswick-Wolfenbüttel   | Enrico Giulio di Brunswick-Lüneburg     |  |  |       |  |  |                             |  |  |                                       |  |
|                                              |                       | Elisabetta di Brunswick-Wolfenbüttel   | Enrico Giulio di Brunswick-Lüneburg     |  |  |       |  |  |                             |  |  |                                       |  |
|                                              |                       | Elisabetta di Brunswick-Wolfenbüttel   | Elisabetta di Danimarca                 |  |  |       |  |  |                             |  |  |                                       |  |
| Ernesto Federico I di Sassonia-Hildburghause |                       | Elisabetta di Brunswick-Wolfenbüttel   |                                         |  |  |       |  |  |                             |  |  |                                       |  |
|                                              | Volrado IV di Waldeck | Giosia I di Waldeck                    |                                         |  |  |       |  |  |                             |  |  |                                       |  |
|                                              | Volrado IV di Waldeck | Giosia I di Waldeck                    |                                         |  |  |       |  |  |                             |  |  |                                       |  |
|                                              | Volrado IV di Waldeck | Maria di Barby-Mühlingen               |                                         |  |  |       |  |  |                             |  |  |                                       |  |
| Giorgio Federico di Waldeck                  | Volrado IV di Waldeck |                                        |                                         |  |  |       |  |  |                             |  |  |                                       |  |
|                                              |                       | Anna di Baden-Durlach                  | Giacomo III di Baden-Hachberg           |  |  |       |  |  |                             |  |  |                                       |  |
|                                              |                       | Anna di Baden-Durlach                  | Giacomo III di Baden-Hachberg           |  |  |       |  |  |                             |  |  |                                       |  |
|                                              |                       | Anna di Baden-Durlach                  | Elisabetta di Culemburg-Pallandt        |  |  |       |  |  |                             |  |  |                                       |  |
| Sofia Enrichetta di Waldeck                  |                       | Anna di Baden-Durlach                  |                                         |  |  |       |  |  |                             |  |  |                                       |  |
|                                              |                       | Guglielmo di Nassau-Hilchenbach        | Giovanni VII di Nassau-Siegen           |  |  |       |  |  |                             |  |  |                                       |  |
|                                              |                       | Guglielmo di Nassau-Hilchenbach        | Giovanni VII di Nassau-Siegen           |  |  |       |  |  |                             |  |  |                                       |  |
|                                              |                       | Guglielmo di Nassau-Hilchenbach        | Maddalena di Waldeck                    |  |  |       |  |  |                             |  |  |                                       |  |
| Elisabetta Carlotta di Nassau-Siegen         |                       | Guglielmo di Nassau-Hilchenbach        |                                         |  |  |       |  |  |                             |  |  |                                       |  |
|                                              |                       | Cristina di Erbach-Breuberg            | Giorgio III di Erbach-Breuberg          |  |  |       |  |  |                             |  |  |                                       |  |
|                                              |                       | Cristina di Erbach-Breuberg            | Giorgio III di Erbach-Breuberg          |  |  |       |  |  |                             |  |  |                                       |  |
|                                              |                       | Cristina di Erbach-Breuberg            | Marie von Barby-Mühlingen               |  |  |       |  |  |                             |  |  |                                       |  |
|                                              |                       | Cristina di Erbach-Breuberg            |                                         |  |  |       |  |  |                             |  |  |                                       |  |